# Capriolanti
I capriolanti, o capreolanti, sono un'antica congregazione di francescani riformati. Prendono il nome da Pietro da Capriolo, capo del movimento che nel 1475 portò alcuni conventi lombardi a sottrarsi alla giurisdizione dei vicari generale e provinciale dei minori osservanti: ebbero vita breve e vennero riuniti agli osservanti nel 1479, alla morte del fondatore.

## Storia
I conventi dei frati minori osservanti di Bergamo, Brescia e Crema, pur sorgendo in un territorio soggetto alla Repubblica di Venezia, appartenevano alla provincia religiosa di Milano: prendendo a pretesto questa circostanza, con il sostegno del doge Niccolò Tron, fra' Pietro da Capriolo ottenne da papa Sisto IV il 18 febbraio 1475 che quei conventi fossero sottratti alla giurisdizione del vicario provinciale milanese e venissero costituiti in commissariato autonomo.
Dal paese di origine della guida del movimento i frati presero il nome di capriolanti. Il capitolo generale di Napoli del 1475 eresse i conventi capriolanti in vicariato, garantendo loro una maggiore autonomia. Dopo la morte di Pietro, i capriolanti chiesero alla Santa Sede di essere riuniti agli osservanti, cosa che avvenne il 14 febbraio 1479.